# Luis Casanova
Luis Ignacio Casanova Sandoval (* 1. Juli 1992 in Rancagua) ist ein chilenischer Fußballspieler. Der Abwehrspieler absolvierte fünf Länderspiele für  Chile.

## Karriere

### Verein
Luis Casanova kam 2009 aus der Jugend zur Profimannschaft des CD O’Higgins, wo er im Januar 2009 debütierte. In der Saison 2010 erkämpfte er sich einen Startelfplatz. Ab Januar 2013 wurde der Verteidiger für ein halbes Jahr an Unión Española ausgeliehen. Die Hispanos wurden Meister der Transición 2013, Casanova absolvierte dabei ein Ligaspiel. Mitte 2013 wechselte der Abwehrspieler leihweise für zwei Spielzeiten zu Unión La Calera. Er kehrte nach der Leihe allerdings nicht mehr nach Rancagua zu O’Higgins zurück, sondern schloss sich San Marcos an. 
Nach einem Jahr beim Klub im Norden des Landes wechselte Casanova zu Deportes Temuco, wo er fünf Jahre spielte. Sein letztes Jahr bei Temuco wurde er an den Spitzenklub CF Universidad de Chile verliehen, der ihn nach der Leihe fest verpflichtete. Nach vier Jahren bei La U wechselte der Kapitän der Mannschaft im Jahr 2023 zu Deportes Iquique.

### Nationalmannschaft
Luis Casanova debütierte im Mai 2010 für die chilenische Nationalmannschaft unter Trainer Marcelo Bielsa beim 3:0-Erfolg im Freundschaftsspiel gegen Israel, als er in der 77. Spielminute für Rodrigo Millar eingewechselt wurde. Der Verteidiger absolvierte vier weitere Länderspiele, zuletzt im April 2012 beim 3:0-Erfolg in der Copa del Pacífico gegen Peru.

## Erfolge
Unión Española
- Primera División: 2013-T